# Квашені лимони

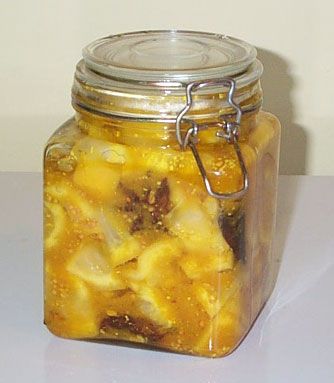
Квашені лимони в банці

Квашені лимони — популярна добавка до страв в країнах Північної Африки, Близького Сходу та Індії. Також відома як «сільські лимони» або ліми. Може використовуватися як закуска.
У розсіл з солі, води та лимонного соку закладаються лимони, порізані кубиками, на четвертинки, половинки або цілі. Зрідка додаються спеції. Закваска відбувається при кімнатній температурі протягом тижнів або місяців.